# بومة الصقر البابوية
بومة الصقر البابوية، هي نوع من أنواع الطيور فصيلة البوميات، وهي بومة متوسطة الحجم برأس صغير وذيل طويل وأجنحة قصيرة مستديرة، ولها منقار رمادي إلى أسود.
توجد بشكل عام في الغابات المطيرة المنخفضة وغابات السافانا المنخفضة، كما أنها توجد أحيانًا في المناطق الجبلية المرتفعة.